# 卡拉什托姆村
卡拉什托姆村（波斯語：‎），是伊朗吉兰省阿姆拉什县中央區北阿姆拉什鄉的村。2006年人口普查顯示該村有205个家庭，人口为626人。